# Markt Rettenbach

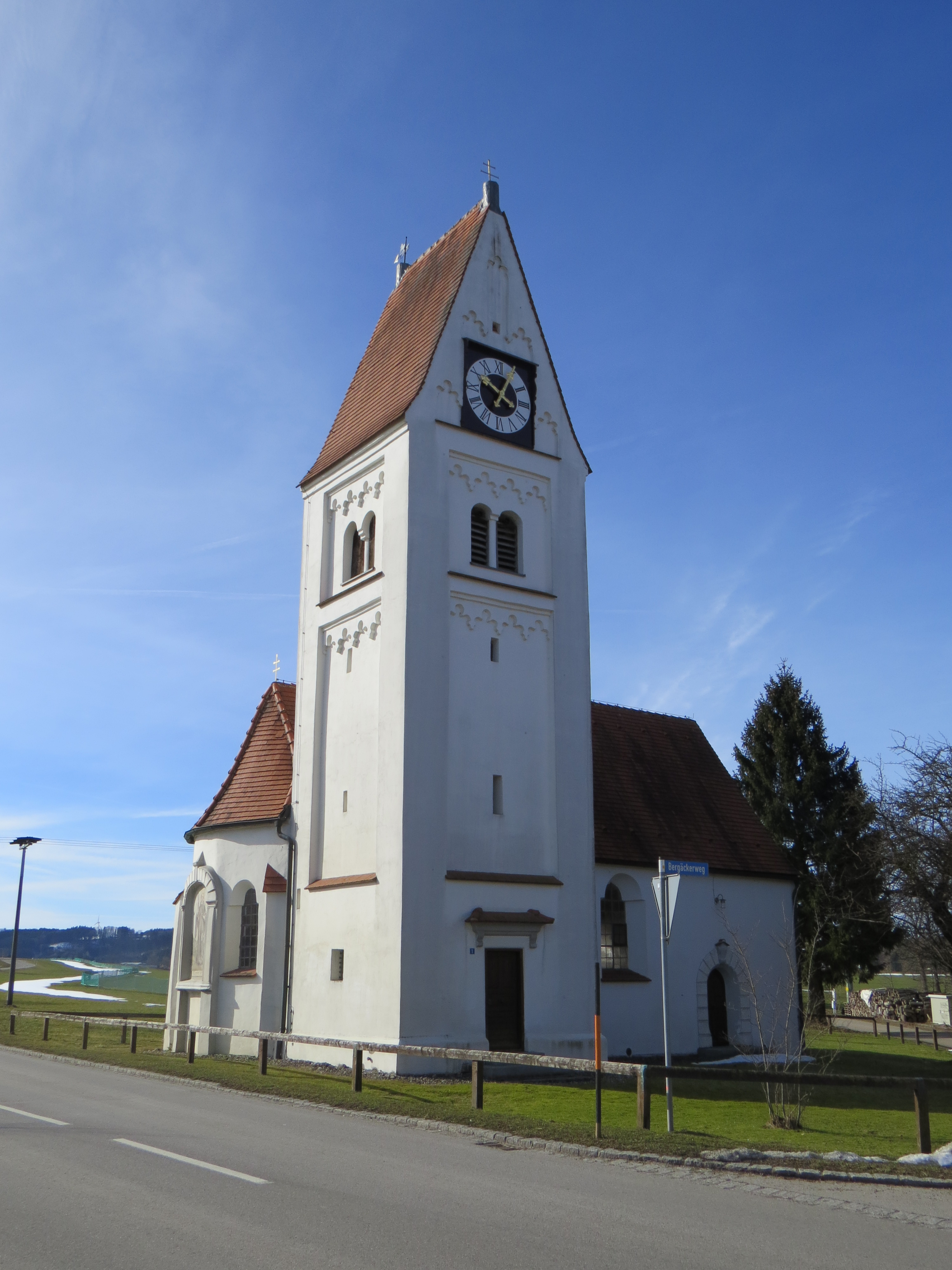
St. Leonhard in Gottenau

Markt Rettenbach ist ein Markt im schwäbischen Landkreis Unterallgäu.

## Geografie

### Lage
Markt Rettenbach liegt jeweils 20 Kilometer von Memmingen und Mindelheim entfernt in der Region Donau-Iller in Oberschwaben. Die am niedrigsten gelegenen Punkte des Gemeindegebietes liegen mit jeweils ca. 632 m ü. NHN an der nördlichen Gemeindegrenze nach Sontheim, wo die Schwelk bzw. die Östliche Günz das Gemeindegebiet verlassen. Der höchstgelegene Punkt liegt auf ca. 804 m ü. NHN bei Flohkraut an der Gemeindegrenze nach Ronsberg.

### Gemeindegliederung
Die Gemeinde hat 35 Gemeindeteile (in Klammern ist der Siedlungstyp angegeben):
- Altisried (Kirchdorf)
- Arlisberg (Einöde)
- Bruderhof (Einöde)
- Engetried (Pfarrdorf)
- Erlis (Weiler)
- Eutenhausen (Kirchdorf)
- Flohkraut (Einöde)
- Frechenrieden (Pfarrdorf)
- Gottenau (Dorf)
- Griesthal (Dorf)
- Hammerschmied (Weiler)
- Hatzleberg (Weiler)
- Hillenloh (Weiler)
- Hinterbuchenbrunn (Dorf)
- Hochholz (Einöde)
- Kilbrakhof (Einöde)
- Köndlberg (Einöde)
- Krautenberg (Einöde)
- Lannenberg (Dorf)
- Lichtenau (Dorf)
- Linden (Weiler)
- Markt Rettenbach (Hauptort)
- Mussenhausen (Kirchdorf)
- Neubuchenbrunn (Einöde)
- Neuburg (Einöde)
- Oberburg (Weiler)
- Paradies (Einöde)
- Ried (Weiler)
- Rohrhof (Weiler)
- Speckreu (Weiler)
- Stein (Einöde)
- Unterburg (Einöde)
- Vorderbuchenbrunn (Weiler)
- Windenberg (Einöde)
- Wineden (Dorf)

Flohkraut hat abweichend zur Gemeinde die PLZ 87671, Krautenberg die PLZ 87724.
Das Gemeindegebiet besteht aus den Gemarkungen Markt Rettenbach, Engetried, Eutenhausen (Vorwahl 08269), Frechenrieden, Gottenau, Holzerwald, Lannenberg, Mussenhausen (Vorwahl 08269) und Wineden.

## Geschichte

### Bis zum 19. Jahrhundert
Der Raum um Rettenbach ist seit dem 6. und 7. Jahrhundert besiedelt. Urkundlich wird erst 1152 ein „Rotinbach“ in den Ottobeurer Klosterbüchern erwähnt. Ein Ortsadel wird noch 1315 mit Berthold von Rettenbach genannt. 1367 war die Familie von Hohentann Besitzer der Herrschaft Rettenbach. 1404 erwarb die Familie Leutkircher die Herrschaft, bis diese schließlich 1544 von Junker Eitel Leutkircher um 17.500 fl. an die Reichsstadt Memmingen verkauft wird. 
Rettenbach war seit 1547 Herrschaft der späteren Fürsten Fugger-Babenhausen. 1790 erhielt Rettenbach Marktrecht mit wichtigen Eigenrechten. Bei der Bildung des Fürstentums Babenhausen im Jahr 1803 wurde Rettenbach nicht einbezogen. Mit der Rheinbundakte 1806 kam der Ort zu Bayern, die Fürsten Fugger hatten aber bis zur Revolution 1848 bedeutende Reservatrechte.

### Namensänderung
Am 18. Dezember 1901 erfolgte die Umbenennung der Gemeinde in Markt Rettenbach.

### Eingemeindungen
Im Zuge der Gebietsreform in Bayern wurde am 1. Juli 1971 die Gemeinde Lannenberg eingegliedert. Am 1. Juli 1972 kam Wineden hinzu. Am 1. Mai 1978 folgten Engetried, Eutenhausen, Frechenrieden, Gottenau und Mussenhausen.

### Einwohnerentwicklung
| Jahr      | 1961 | 1970 | 1987 | 1995 | 2000 | 2005 | 2010 | 2015 | 2020 |
| Einwohner | 3279 | 3226 | 3282 | 3636 | 3652 | 3701 | 3644 | 3777 | 3876 |

Zwischen 1988 und 2018 wuchs die Gemeinde von 3348 auf 3884 um 536 Einwohner bzw. um 16 %.

## Politik

### Gemeinderat
Von den 16 Sitzen im Gemeinderat entfallen nach der Gemeinderatswahl am 15. März 2020 auf die CSU/ÜWG und auf die Bunte Liste jeweils acht Sitze. Gegenüber der vorhergehenden Amtszeit 2014 bis 2020 verlor CSU/ÜWG ein Mandat an die Bunte Liste.

### Bürgermeister
Seit 1. Mai 2020 ist Martin Hatzelmann (CSU/ÜWG) Bürgermeister; er hatte keinen Mitbewerber und erhielt 92,6 % der Stimmen. Sein Vorgänger mit einer Amtszeit von 36 Jahren – 1. Mai 1984 bis 30. April 2020 – war der 1955 geborene Alfons Weber (ebenfalls CSU/ÜWG). Zuletzt wurde er im Jahr 2014 mit 85,6 % der gültigen Stimmen im Amt bestätigt.

### Wappen
| Wappen Markt Rettenbach | Blasonierung: „Von Gold, Rot und Blau schräglinks geteilt; im roten Feld ein silberner Schrägwellenbalken, im goldenen ein blauer Stern, im blauen zwei silberne Sterne.“ |
| Wappen Markt Rettenbach | Wappenbegründung: Der silberne schräge Wellenbalken im roten Feld steht für den Ortsnamen „Rotinbach“ oder auch „Röttebach“, der als Bach aus dem Rotmoos kommt. Die silbern–blauen Sterne verweisen im damaligen Zeitgeist „auf das Glück der bayerischen Staatszugehörigkeit“. Die Feldfarben Gold–Blau nehmen Bezug auf die Hauptfarben im Wappen der Familie Fugger und erinnern damit an die mehr als 300-jährige Fuggersche Herrschaft über den Ort. Wohl in Anlehnung an das ältere Wappen des Fuggermarktes Babenhausen war das Gemeindewappen von 1866 über dem Schildhaupt noch mit einer Mauerkrone und zwei Wimpeln versehen. Der heraldische rechte Wimpel ist gold und blau geviert und in den Farben wechselnd mit der Fuggerlilie belegt; der heraldisch linke ist gold und schwarz geviert. Beide Wimpel sind mit einem Schildchen in Rot bzw. Blau sowie Symbolen der Verbundenheit zur ehemaligen Herrschaft versehen. Das Wappen wurde am 16. Dezember 1866 durch König Ludwig II. von Bayern genehmigt. Die Marktgemeinde führt keine Flagge. |

## Sehenswürdigkeiten
- Fugger-Amtshaus; im Volksmund „Fuggerschloss“
- Zehentstadel (Lagerhaus)
- Kirche St. Jakobus der Ältere, eine Station auf dem Bayerisch-Schwäbischen Jakobusweg
- Steinfelsen
- Schlössle in Gottenau
- Ehemalige Burgmühle zu Rettenbach mit Fachwerkgiebel

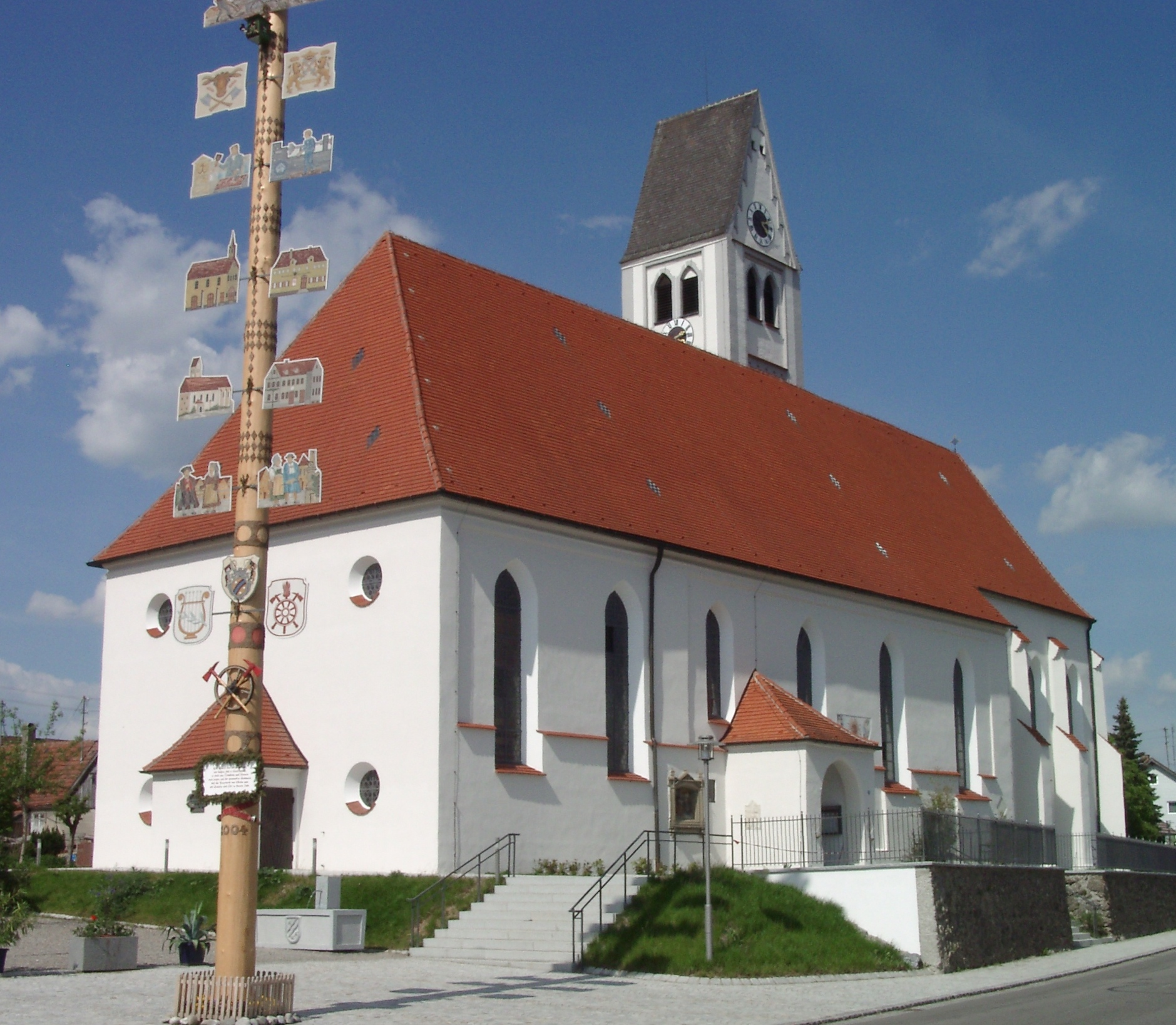
Pfarrkirche St. Jakob

## Wirtschaft und Infrastruktur

### Wirtschaft
Es gab 2016 im Bereich der Land- und Forstwirtschaft 18, im produzierenden Gewerbe 211 und im Bereich Handel, Verkehr und Gastgewerbe 80 sozialversicherungspflichtig Beschäftigte am Arbeitsort. In sonstigen Wirtschaftsbereichen waren am Arbeitsort 201 Personen sozialversicherungspflichtig beschäftigt. Sozialversicherungspflichtig Beschäftigte am Wohnort gab es insgesamt 1522. Im verarbeitenden Gewerbe gab es drei, im Bauhauptgewerbe acht Betriebe. Im Jahr 2010 bestanden zudem 111 landwirtschaftliche Betriebe mit einer landwirtschaftlich genutzten Fläche von insgesamt 2898 ha, davon waren 2407 ha Dauergrünfläche.

### Bildung
Es gibt folgende Einrichtungen:
- Drei Kindergärten mit insgesamt 173 Kindergartenplätze und 164 betreuten Kindern, davon 27 unter drei Jahren (Stand: 1. März 2019)
- Grundschule Rettenbach mit 169 Schülern und zehn Lehrkräften (Schuljahr 2020/21)[9]
- Mittelschule Rettenbach mit 90 Schülern und sieben Lehrkräften (Schuljahr 2020/21)[10]

## Bilder

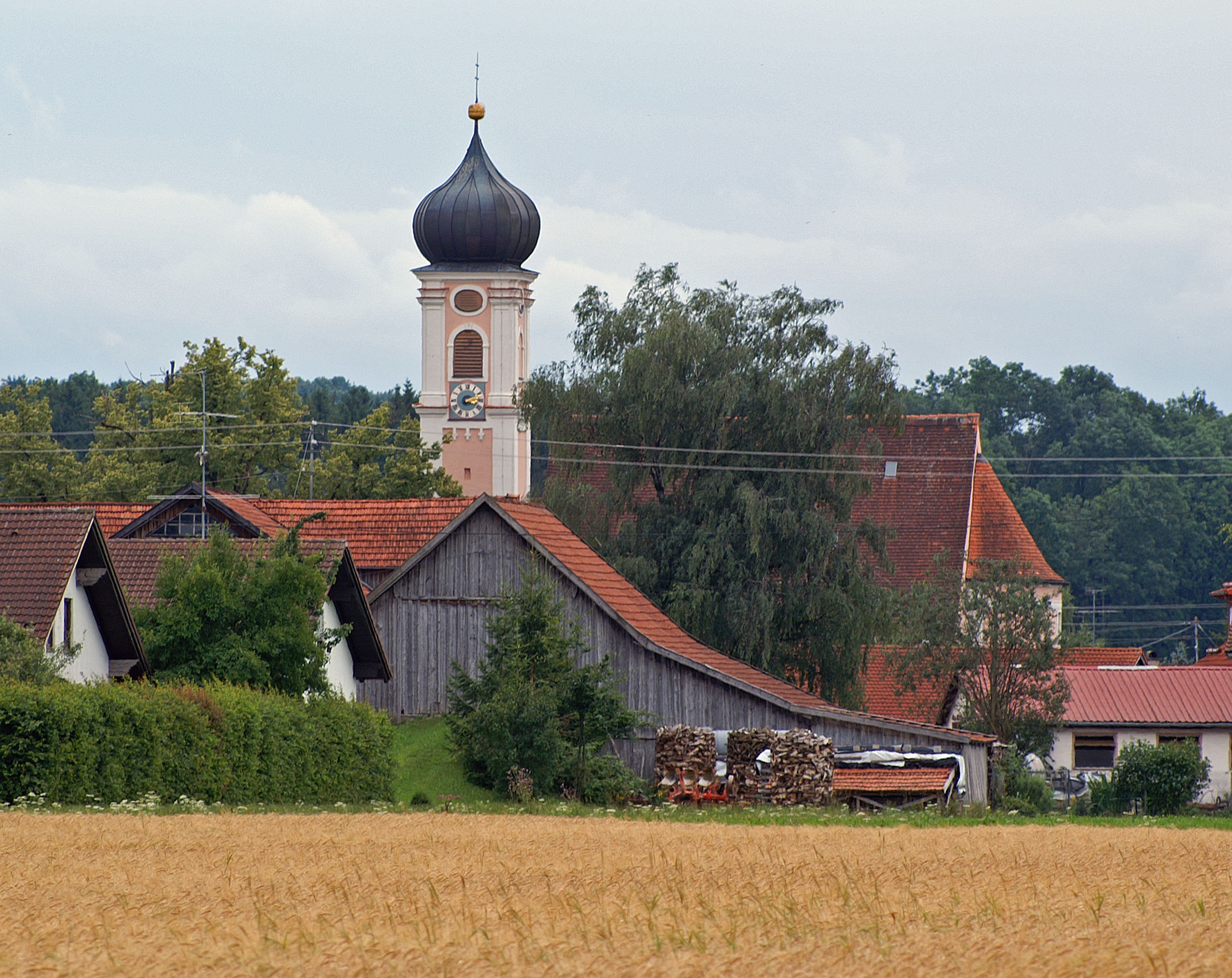
Eutenhausen von Norden
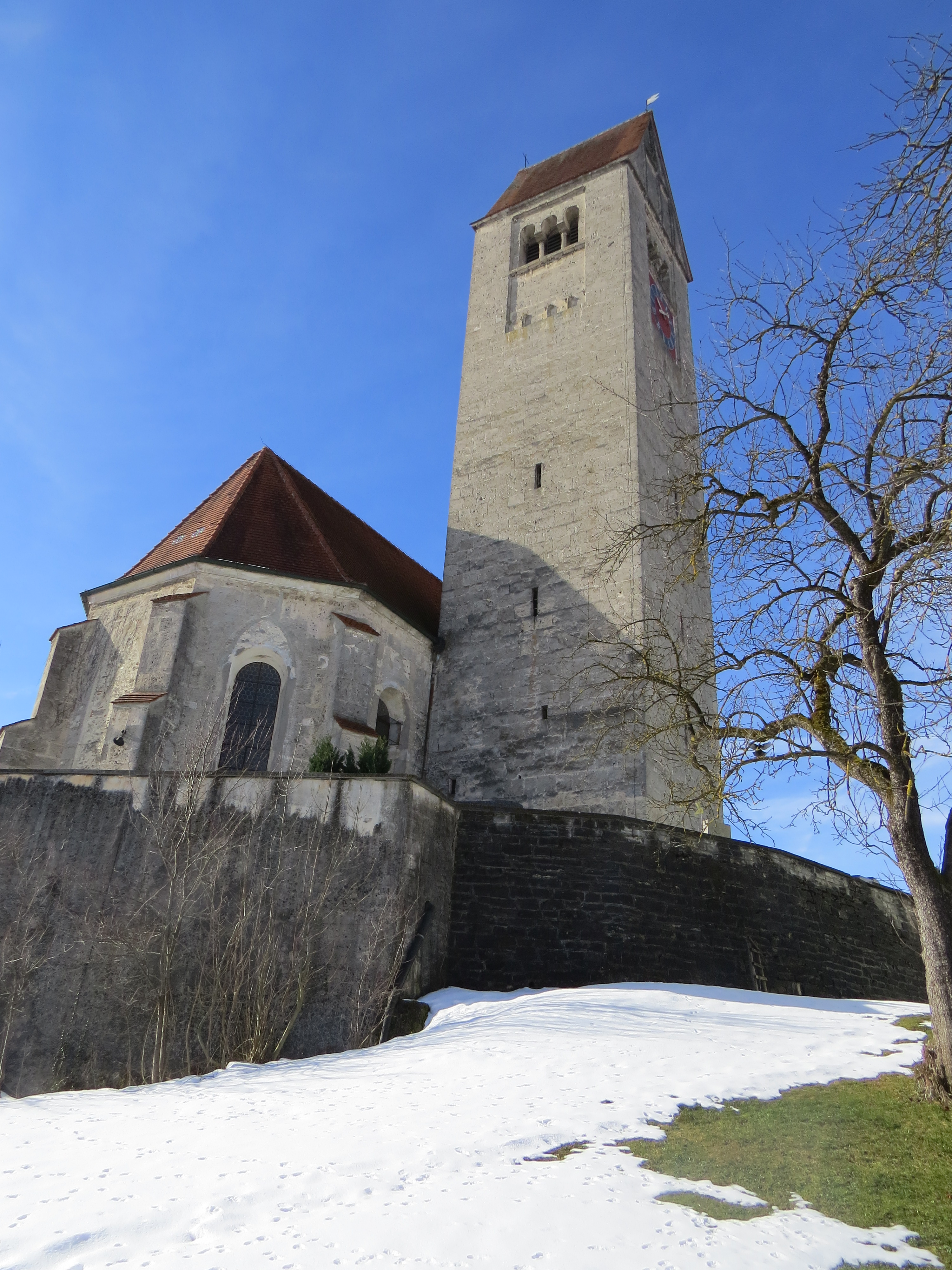
Kirche in Engetried
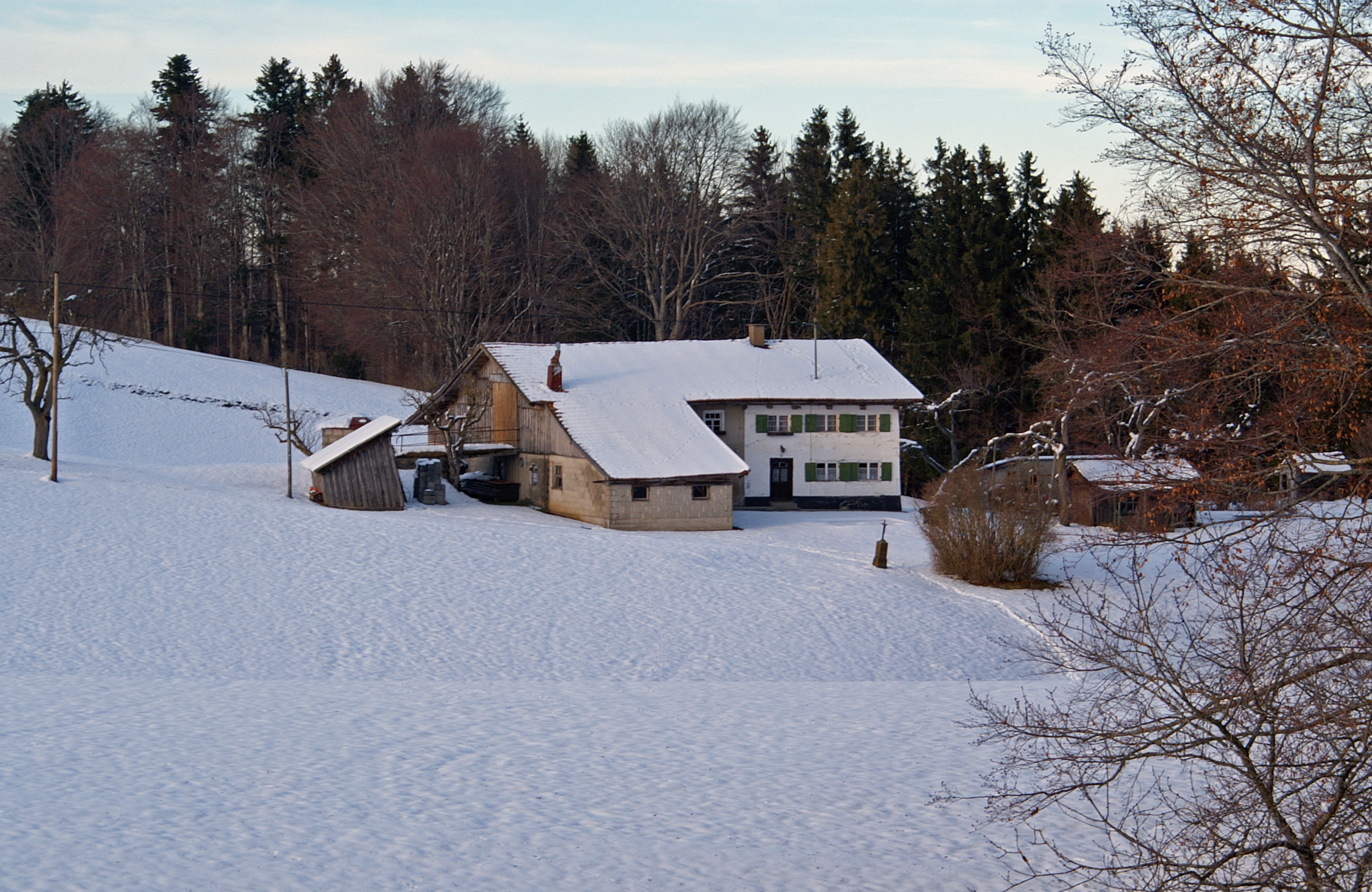
Flohkraut
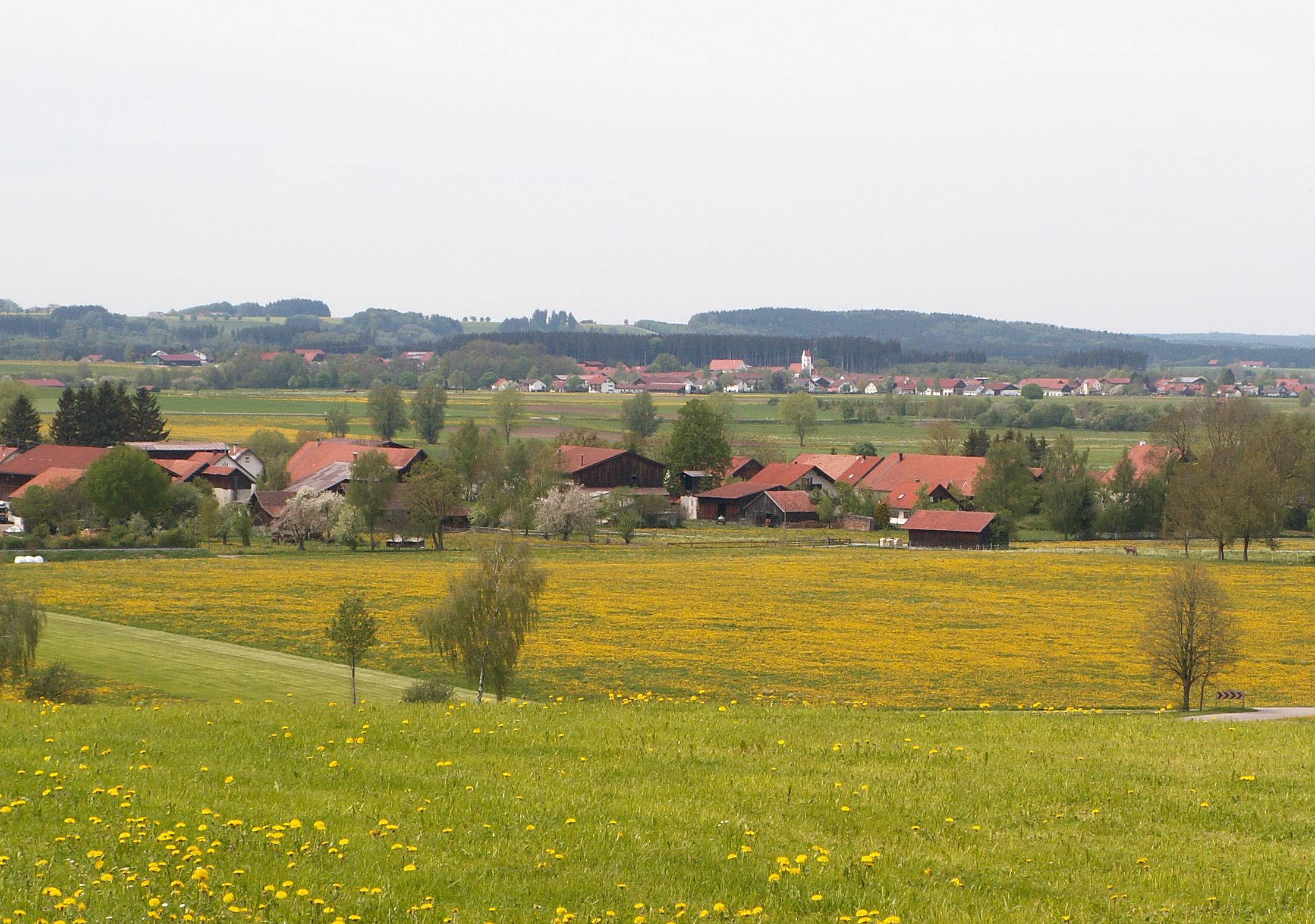
Gottenau und Frechenrieden
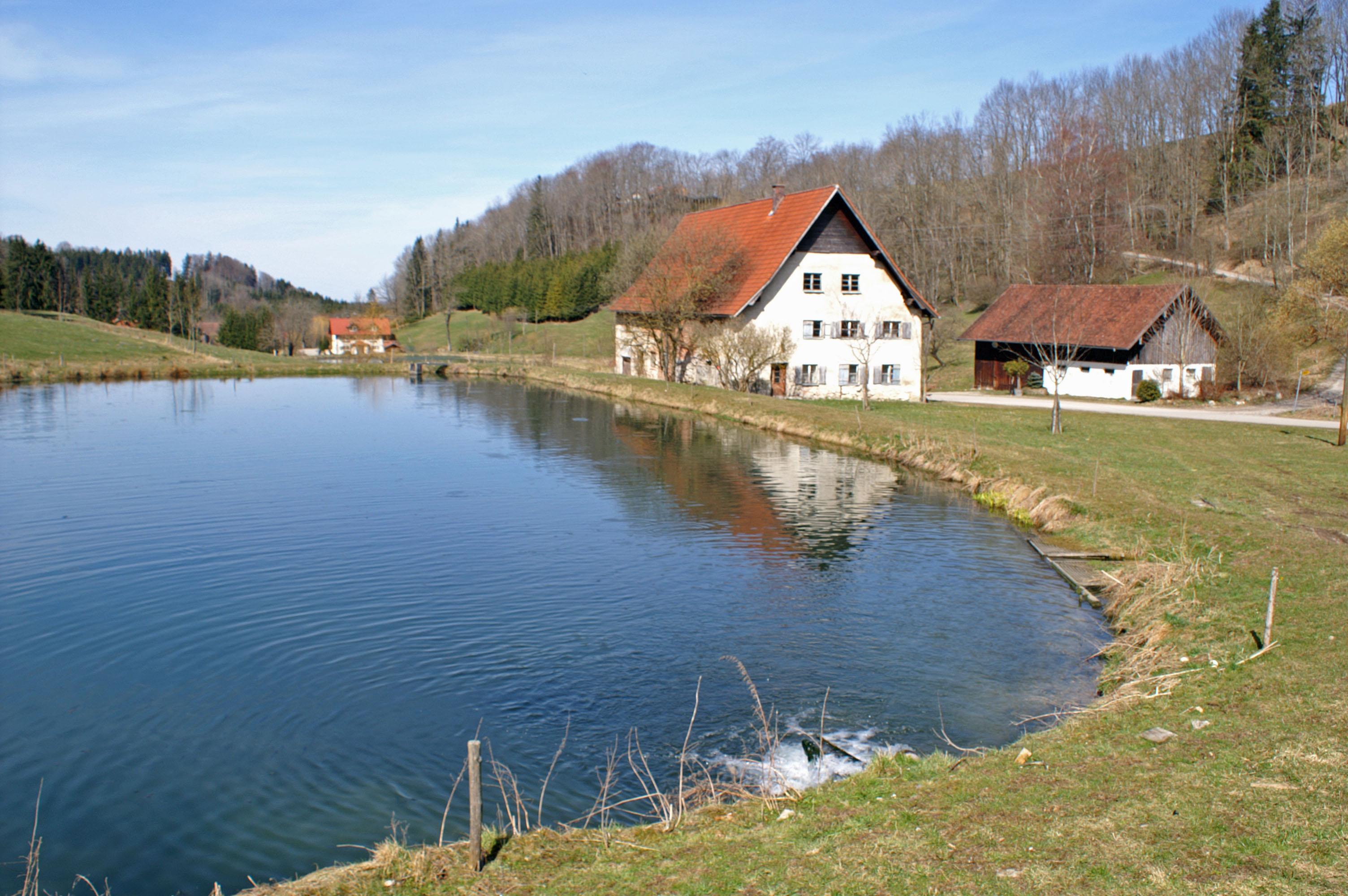
Griesthal
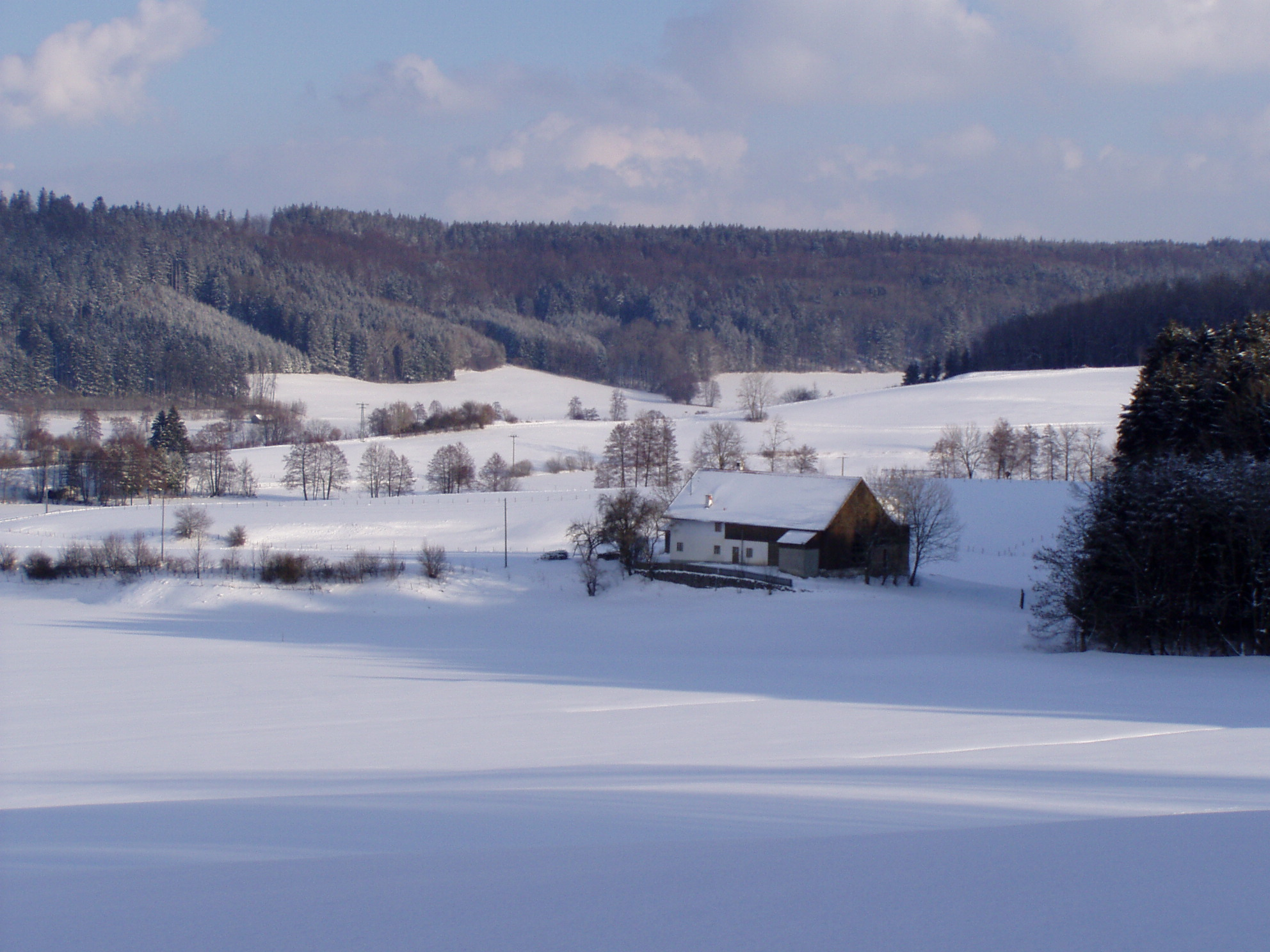
Günztal südlich von Engetried
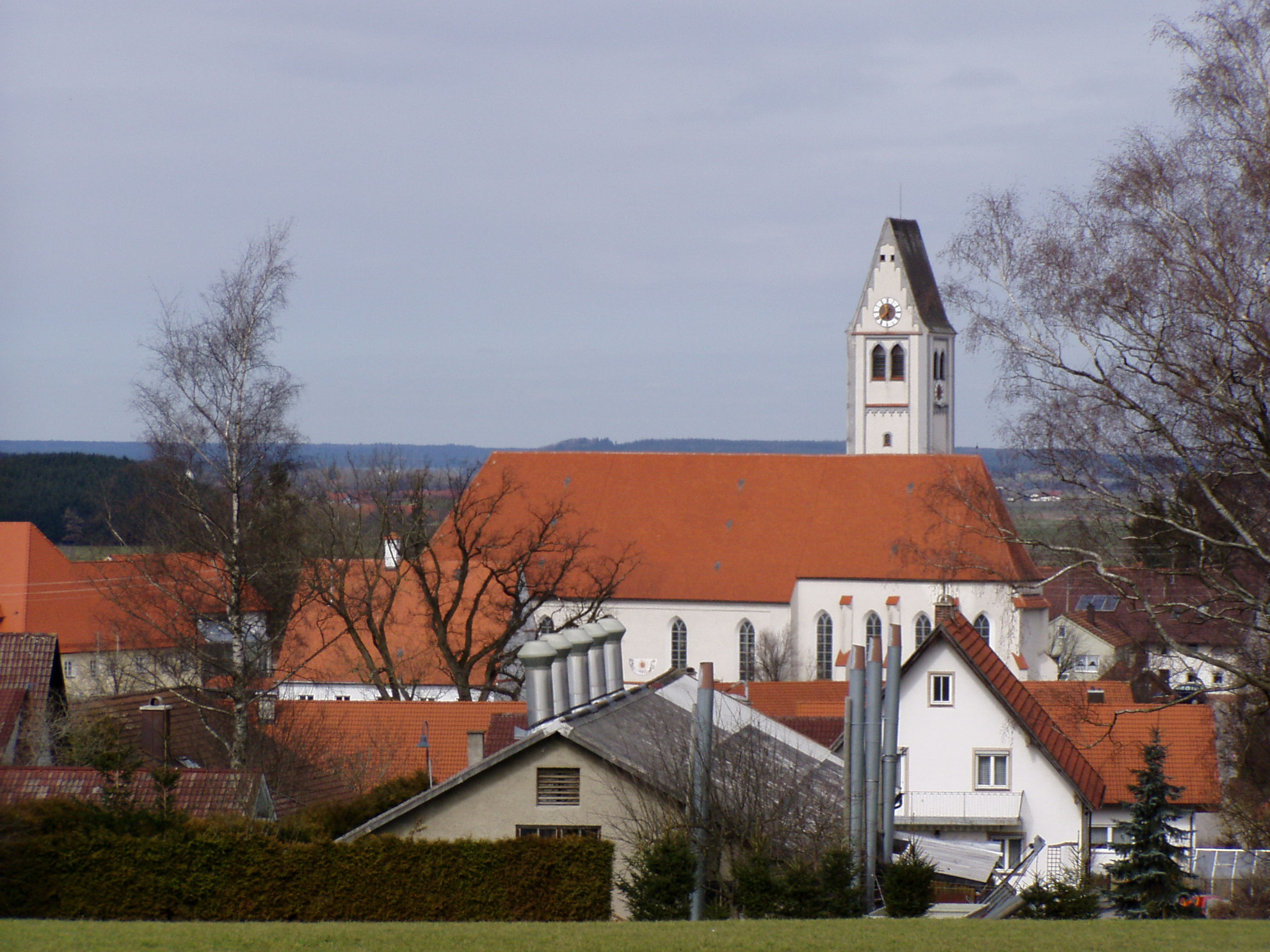
Markt Rettenbach
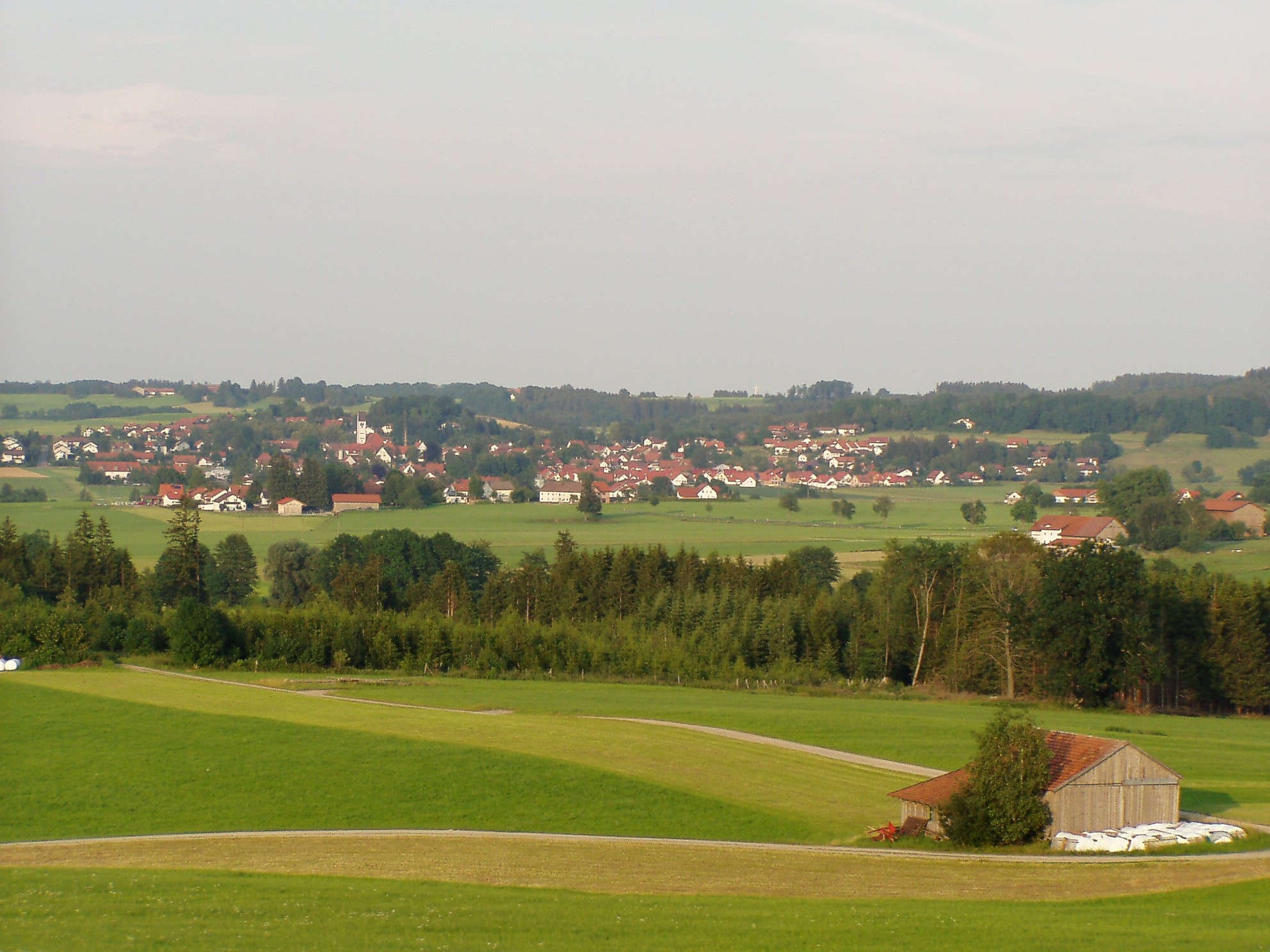
Markt Rettenbach von Westen
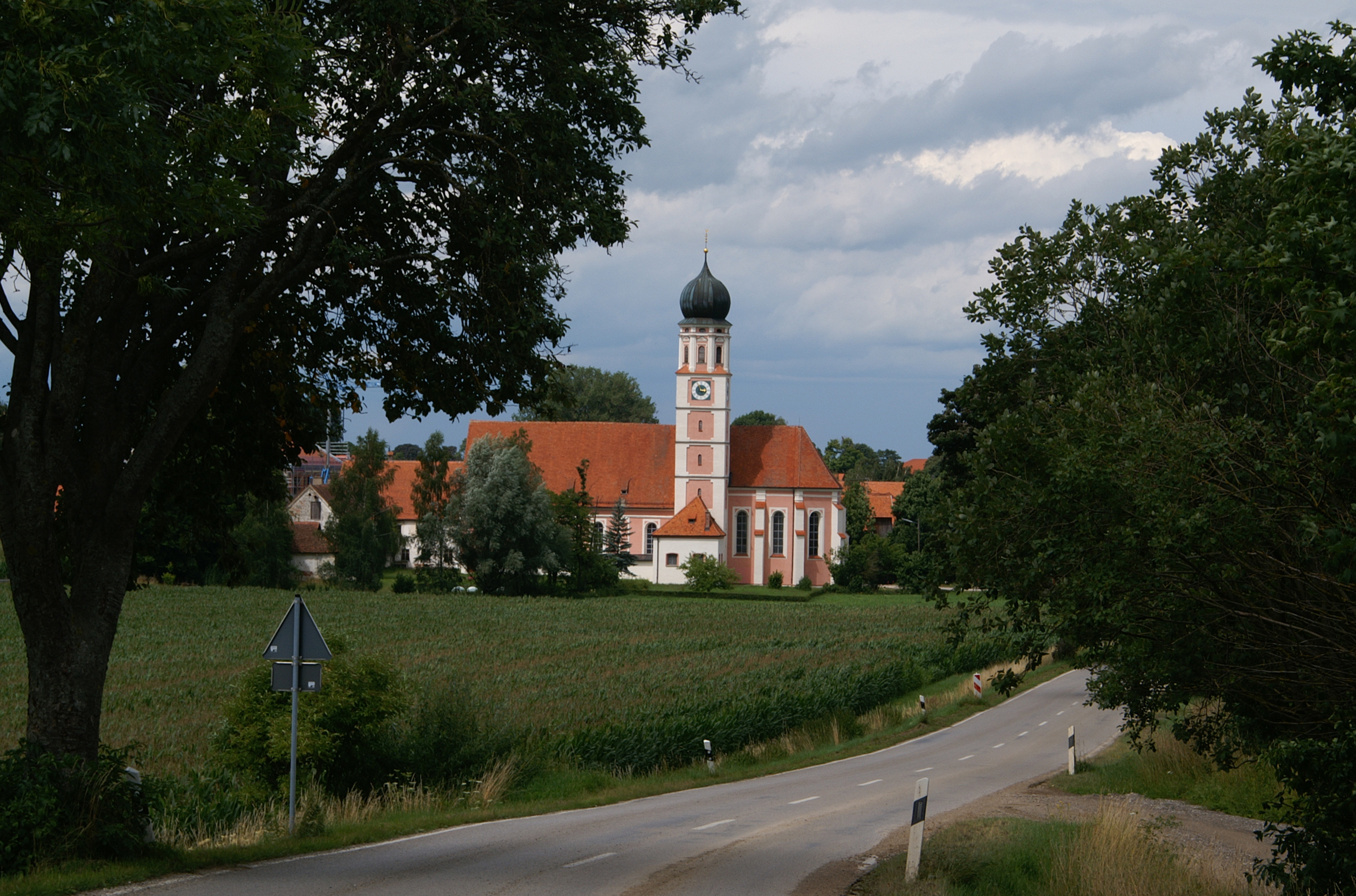
Klosterkirche Mussenhausen
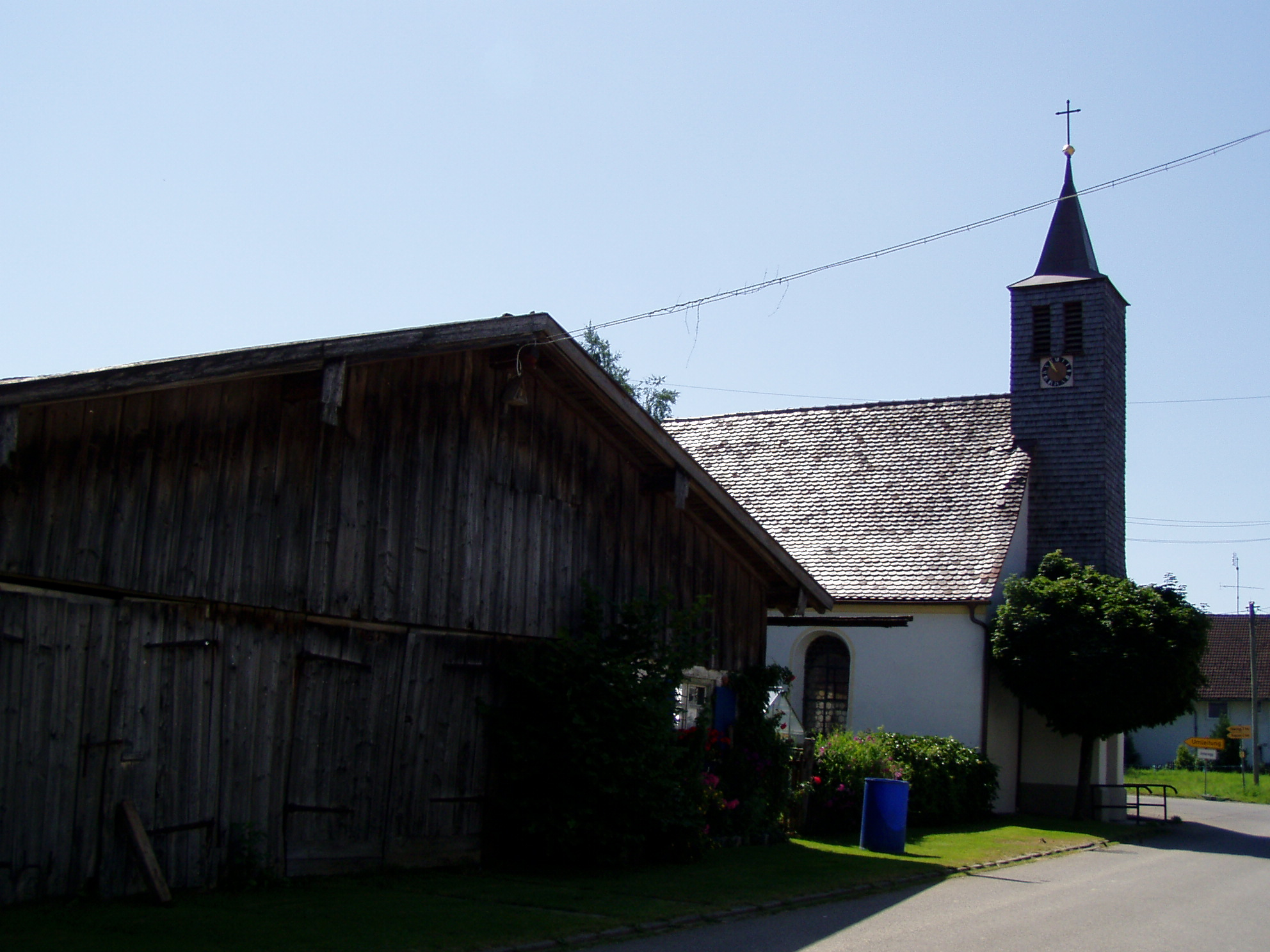
Wineden

## Persönlichkeiten
- Georg Stibi (1901–1982), deutscher Politiker, Publizist und Diplomat, Botschafter der DDR in Rumänien (1957–1958) und der Tschechoslowakei (1958–1961) sowie stellvertretender Außenminister der DDR (1961–1974), geboren in Markt Rettenbach